# Mohammed Hamza
Mohammed Hamza (n. 5 noiembrie 1980) este un jucător de fotbal ghanez care evoluează la clubul King Faisal Babes. Între 2007-2008 a jucat în Liga I, la Ceahlăul Piatra Neamț.